# Marine-Brigade von Loewenfeld

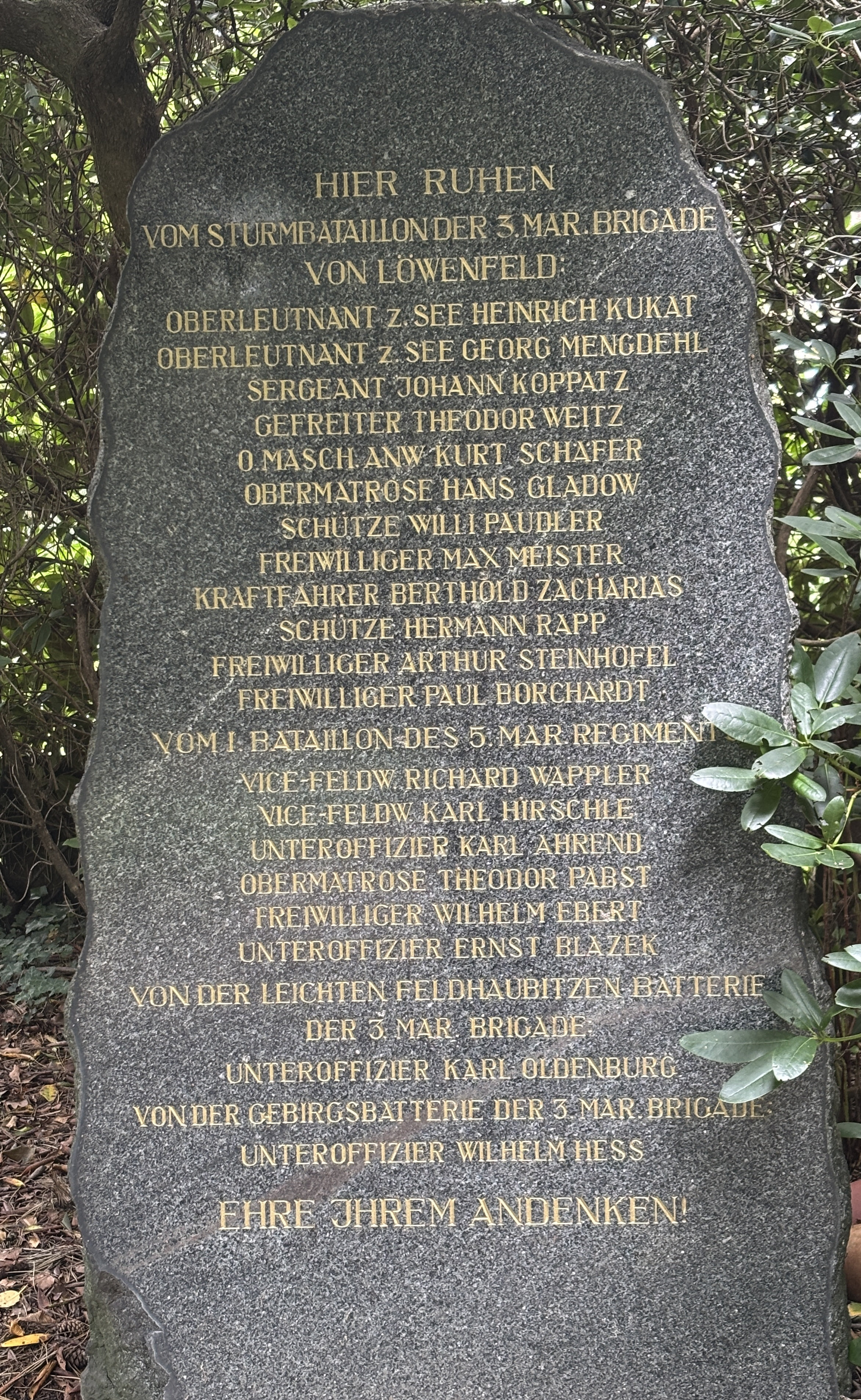
Umstrittener Gedenkstein für die Marine-Brigade in Bottrop-Kirchhellen

Die Marine-Brigade von Loewenfeld, auch als 3. Marine-Brigade bekannt, war ein Freikorps der Zeit nach dem Ersten Weltkrieg, das aus Angehörigen der ehemaligen Kaiserlichen Marine aufgestellt wurde.

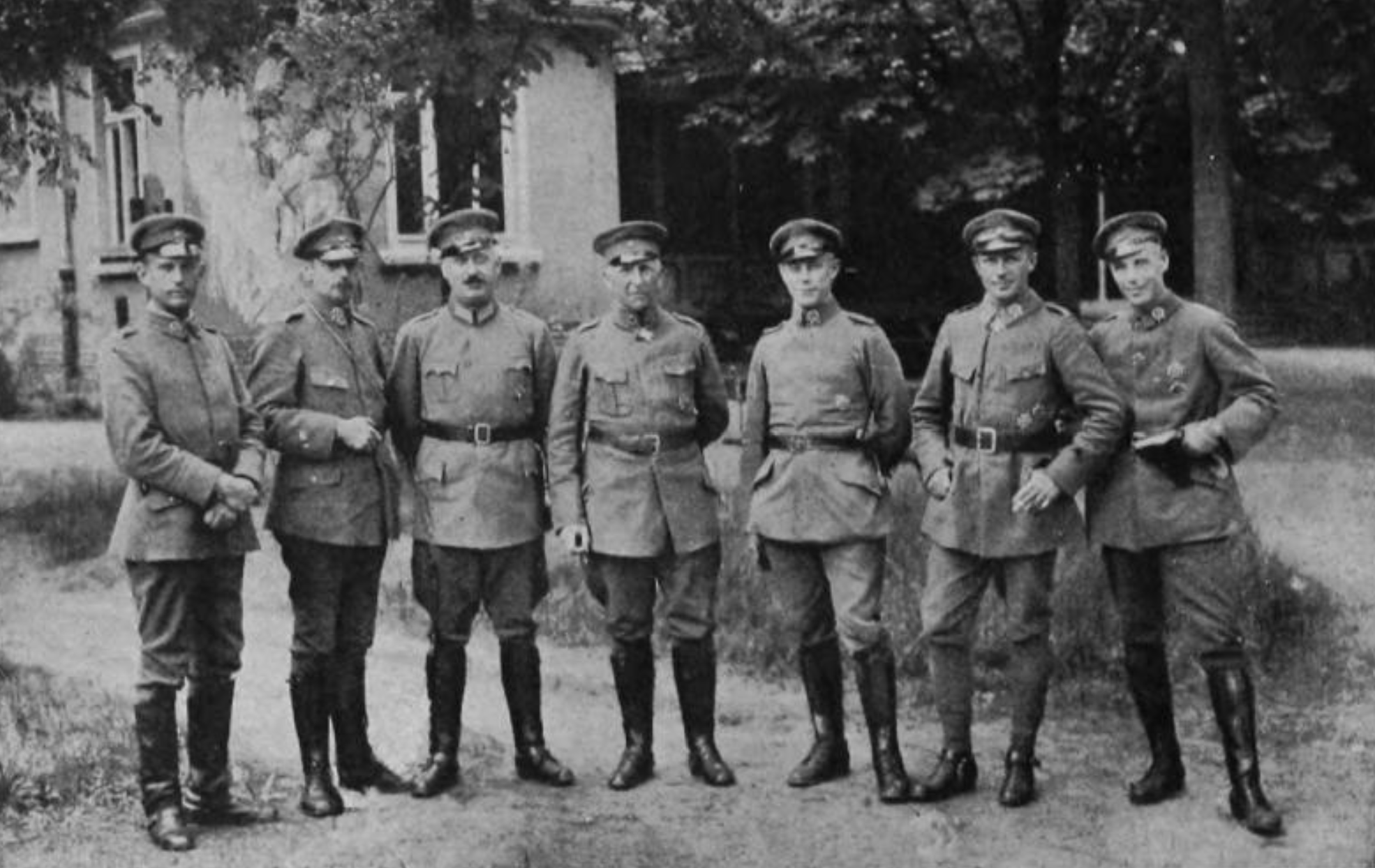
Offiziere der Marine-Brigade von Loewenfeld (v. l. n. r.): Siegfried Claaßen, Rolf Carls, Friedrich Bruns, Hans Kloebe, Hans Kolbe, Lothar von Arnauld de la Perière und Hermann von Fischel

## Ereignisgeschichte
Auf Weisung von Reichswehrminister Gustav Noske vom 3. Februar 1919 stellte Korvettenkapitän Wilfried von Loewenfeld in Kiel aus vormals kaiserlichen Marineangehörigen als ein Freikorps die 3. Marine-Brigade auf. Wesentlichen Anteil daran hatte Wilhelm Canaris, der bereits zuvor zu von Loewenfelds engstem Umfeld gehörte. Anfang März 1919 war die Brigade etwa 1500 Mann stark.
Sie war antirepublikanisch, antidemokratisch und antisemitisch. Der spätere Journalist Axel Eggebrecht, der ihr als junger Mann in Kiel kurz angehörte, verließ sie nicht zuletzt wegen dieses Antisemitismus. Er hatte erlebt, wie Angehörige der Brigade in Kiel einen Juden misshandelt hatten. Die Brigade setzte sich personell „aus reaktionären und radikalisierten … Marineoffizieren“ zusammen. Dem entsprach der öffentliche Auftritt: „Mit wehenden Marine-Kriegsflaggen fuhren unsere Züge durch Deutschland, Wagen und Stahlhelme mit Hakenkreuzen gezeichnet“, so im Rückblick der erste Generalstabsoffizier der Brigade Ulrich von Bose. Mit den Farben Schwarz-Weiß-Rot der „Reichskriegsflagge“ – statt mit den „Verfassungsfarben“ Schwarz-Rot-Gold – und dieses politische Bekenntnis mit dem Hakenkreuz-Symbol noch verschärfend bekundeten die völkisch-rechtsextremistischen Gegner der demokratischen Republik öffentlich ihre Bereitschaft zu deren Beseitigung mit Waffengewalt.
Im Sommer 1919 entsandte die Reichsregierung das Freikorps Loewenfeld ins gemischtethnische Oberschlesien zum einen gegen polnische Freiwilligenverbände, die für den Anschluss an Polen eintraten, und zum anderen zur Beendigung einer Welle von Streiks im oberschlesischen Industriegebiet. Während des Winters 1919/20 wurde es in der Nähe von Breslau im Grenzschutz Ost verwendet. Ein Einsatz im Baltikum schloss sich an. Dort verfolgten die Freikorps ihre eigenen Ziele. Vielen Beteiligten ging es „schlichtweg darum, Beute zu machen“. Die Einheiten übten „hemmungslos Gewalt“ aus, auch in Massakern, denen Tausende zum Opfer fielen, und auch gegen lettische Verbündete. Ein Bataillon der Brigade blieb ständig in Kiel stationiert.
Während des Kapp-Lüttwitz-Putsches im März 1920 unterstützte die Brigade den Umsturzversuch durch die Besetzung Breslaus, räumte aber nach dem Scheitern der Putschisten die Stadt wieder. Während der Besetzung war es unter von Loewenfeld zur Folterung und Tötung von Verhafteten durch Freikorpsangehörige gekommen.
In Kiel wurde im März 1920 vom Chef der Marinestation der Ostsee Magnus von Levetzow, einem Befürworter des Kapp-Lüttwitz-Putsches noch nach dessen Scheitern, ein Bataillon des Freikorps unter dem Korvettenkapitän Franz Claassen eingesetzt, um dort den Generalstreik gegen die Putschisten zu unterdrücken. Die Arbeiter hatten eine von den Arbeiterparteien und der Sicherheitspolizei organisierte Miliz aufgebaut, die das Bataillon Claassen vertrieb. Dabei liefen einige Brigadeangehörige zur Arbeitermiliz über. Das Bataillon wurde nun an die Ruhr beordert.
Dorthin in den Raum Bottrop schickte die Reichsregierung die Gesamtbrigade im April zur Bekämpfung des Ruhraufstands. Während der Besetzung der Stadt, die ihrer Belagerung und Beschießung mit Artillerie durch das Freikorps folgte, sei der Keller des Rathauses „zu einem regelrechten Folterkeller“ geworden, heißt es in einem Zeitzeugenbericht, der an die Schilderungen von Vorgängen in späteren SA-Folterkellern erinnert: „Während des Prügelns mußten die Geschlagenen rufen: ‚Hoch lebe die 3. Marinebrigade.'“ Nach seiner Freilassung musste der 18-jährige Arbeiter Joseph Krämer sechs Schichten aufgrund seiner Arbeitsunfähigkeit aussetzen.
In einer der Zellen wurde am 27. April 1920 die 19-jährige Bottroperin Maria Lippert mit Reitpeitsche und Gummiknüppel fast bewusstlos geschlagen und von dem Sergeanten Adler der Loewenfeld-Brigade vergewaltigt. Das Freikorps begründete ihre „Verhaftung“ damit, sie sei Sanitäterin in der Roten Ruhrarmee und habe ein Pferd gestohlen. Nach ihrer Vergewaltigung kam sie vor ein „außerordentliches Kriegsgericht“, das sie freisprechen musste. Mehrfach operiert war Maria Lippert jahrelang arbeitsunfähig.
In Zitierung der „Hunnenrede“ des vormaligen Kaisers wurde nach Auskunft des Brigade-Offiziers Friedrich Rieve „Pardon … nicht gegeben.“ Die an diesen Satz anschließende kaiserliche Maßgabe, Gefangene seien nicht zu machen, bedeutete in dem eroberten Dorf Raesfeld am 26. März 1920, dass unter dem Befehl des Lothar von Arnauld de la Perière die Gefangenen in der Dorfwirtschaft vor ein „Kriegsgericht“ gestellt „und nach kurzen Feststellungen standrechtlich erschossen“ wurden. Als etwas später, nach einem Bericht vom ehemaligen Hauptmann im Generalstab und 1. Generalstabsoffizier der Brigade Ulrich von Bose, „ein Lastauto mit großer roter Fahne, eine Feldküche angehängt, … nichts ahnend von Wesel her“ ins Dorf Raesfeld einfuhr, wurde das Lastauto „durch eine Handgranate, die unmittelbar über dem Auto platzt[e] und das auf der Feldküche sitzende Weibsbild tötet[e], zum Halten“ gebracht. Ein Feldwebel erschlug „die Überlebenden mit dem Gewehrkolben.“
Vier Gefangene wurden von „schwerbewaffneten Soldaten begleitet“ in einer Waldung in Bottrop-Eigen erschossen. Begründung: Sie hätten zu flüchten versucht. Ein Arbeiter, der seine Waffen bereits abgegeben hatte und selbst an Kämpfen nicht beteiligt gewesen war, wurde aus dem Haus geholt. Kapitänleutnant Meyerhofer „ließ ihn ohne Untersuchung erschießen.“ Am 17. Mai 1920 wurden in Bottrop zwei Bergleute, der eine Mitglied der USPD, der andere parteilos, von „Heereskriminalbeamten“ der Marinebrigade verhaftet. „Gegen beide lag nichts vor.“ Sie wurden mit der Bahn bis Paderborn transportiert und in der Nacht „auf der Flucht“ erschossen und die Leichen beraubt.
Mitte Mai 1920 erging der den Vorgaben des Versailler Vertrags folgende Auflösungsbefehl, der allerdings mit langer Verzögerung erst zwei Jahre später vollständig ausgeführt war. Nach dem Einsatz im Ruhrgebiet wurden die Angehörigen der Einheit zunächst weitgehend in die Reichsmarine übernommen. Dem war eine militärische Auswertung der Ruhrerfahrungen vorausgegangen, die zu dem Schluss gekommen war, zwar habe „die Brigade … wenig Disziplin“, aber „Kriegsgeist“ gezeigt. Zwar müssten die Angehörigen „wie Kranke behandelt werden“, aber „das Menschenmaterial“ sei „gut, besonders das Offiziers- und Unteroffiziersmaterial.“ Teile des Freikorps bildeten ab Ende 1920 die Spezialpolizei des Oberschlesischen Selbstschutzes und agierten konspirativ gegen tatsächliche und vermeintliche Mitglieder der ebenfalls konspirativen Polska Organizacja Wojskowa sowie gegen deutsche „Verräter“ und französische Angehörige der Interalliierten Kommission zur Überwachung der Entmilitarisierung Deutschlands. Der Gründer dieser „Spezialpolizei“ Heinz Oskar Hauenstein, später Gründungsmitglied der Berliner SA, brüstete sich 1921 in einem Gerichtsprozess, dass seine Organisation für mehr als 200 von ihm als „Feme“ bezeichnete Morde verantwortlich sei. Nach Hauensteins Angaben gab es bei diesem Einsatz keine Rücksichten auf das Völkerrecht oder traditionelle Kriegsgebräuche.

## Rezeptionsgeschichte
Bereits 1922 erschien mit Emil Julius Gumbels Schrift „Vier Jahre politischer Mord“ eine Publikation, die detailliert zu den Gewalttaten von Angehörigen auch des Freikorps von Loewenfeld Stellung bezog. Damit setzte der Verfasser sich heftigen antisemitischen und antilinken Angriffen der Weimarer Rechten aus, was dazu führte, dass er schon 1933 aus Deutschland flüchtete.
Bald nach der NS-Machtergreifung erschienen Schriften, die die Marine-Brigade thematisierten und mit denen in Gedenklisten zur „Blutchronik des Marxismus“ u. ä. die Opferbilanz umgekehrt wurde. 1935 folgte eine Darstellung aus der Hand des Brigadeführers von Loewenfeld in einer kriegsvorbereitenden Propagandaschrift „Deutsche Soldaten“. 1938 erschien eine Publikumsschrift des Publizisten Ernst von Salomon, in die die Brigade mit aufgenommen war und eine positive Bewertung erfuhr. Es war nicht die einzige, in die von Salomon sie aufnahm.
Diese Sichtweise erfuhr ihre Fortführung in den 1950er/60er Jahren, nachdem sich ehemalige Mitglieder des Freikorps in der „Kameradschaft der 3. Marine-Brigade v. Loewenfeld“ zusammengeschlossen hatten. 1963 publizierte die Kameradschaft eine Erinnerungsschrift, und bis 1988 gab sie den Rundbrief Winkspruch heraus. Seit den 1950er Jahren führte sie in Bottrop und Kirchhellen zu Ostern Gedenkveranstaltungen durch. Bis mindestens in den 1970er Jahren gab es in Bottrop öffentliche „Große Marineabende“ unter Beteiligung ehemaliger Freikorpsangehöriger, die als bewährte Antikommunisten gefeiert wurden, nachdem sie „im Ruhrgebiet gegen Spartakistengruppen erfolgreich gekämpft“ hätten.
Zu den Trägern eines ehrenden Gedenkens zählte in den 1960/70er Jahren in mehreren Publikationen auch der NS-affine Journalist Erich Kern. „Fassungslos, angewidert und zum Teil empört“ sowie „feindselig“ hätten die ehemaligen „Frontsoldaten“ der Marine-Brigaden Loewenfeld und Ehrhardt „den pathetischen Phrasen von Freiheit, Gleichheit und Brüderlichkeit“ zugehört (1961, 1967, 1971).
Auf dem Friedhof Bottrop-Kirchhellen wurde für die Gefallenen der Brigade ein „Ehrengrab“ angelegt. 1960 legte Friedrich Rieve zum Jahrestag des Einsatzes anlässlich einer offiziellen Erinnerungsfeier dort einen Kranz nieder. Die anliegende Loewenfeldstraße, die 1947 vom Gemeinderat in Johannesstraße umbenannt worden war, erhielt später wieder ihren Namen aus der NS-Zeit und wurde nach dem Freikorps benannt. Diese Benennung führte mehrfach zu kommunalpolitischen Kontroversen und Anträgen zur Änderung des Straßennamens. Eine Umbenennung wurde 2010/11 nach einem gemeinsamen Antrag von Grünen, Linken und DKP und 2019 nach einem Bürgerantrag des Bottroper Publizisten Sahin Aydın jeweils von der Bezirksvertretung abgelehnt. Aydın hatte vorgeschlagen, die Loewenfeldstraße nach dem im Gerichtsgefängnis in Bottrop von Angehörigen des Freikorps Lichtschlag im Februar 1919 ermordeten Alois Fulneczek umzubenennen. In die Diskussion mit einbezogen ist auch der Gedenkstein für Freikorpsangehörige auf dem Friedhof in Kirchhellen.

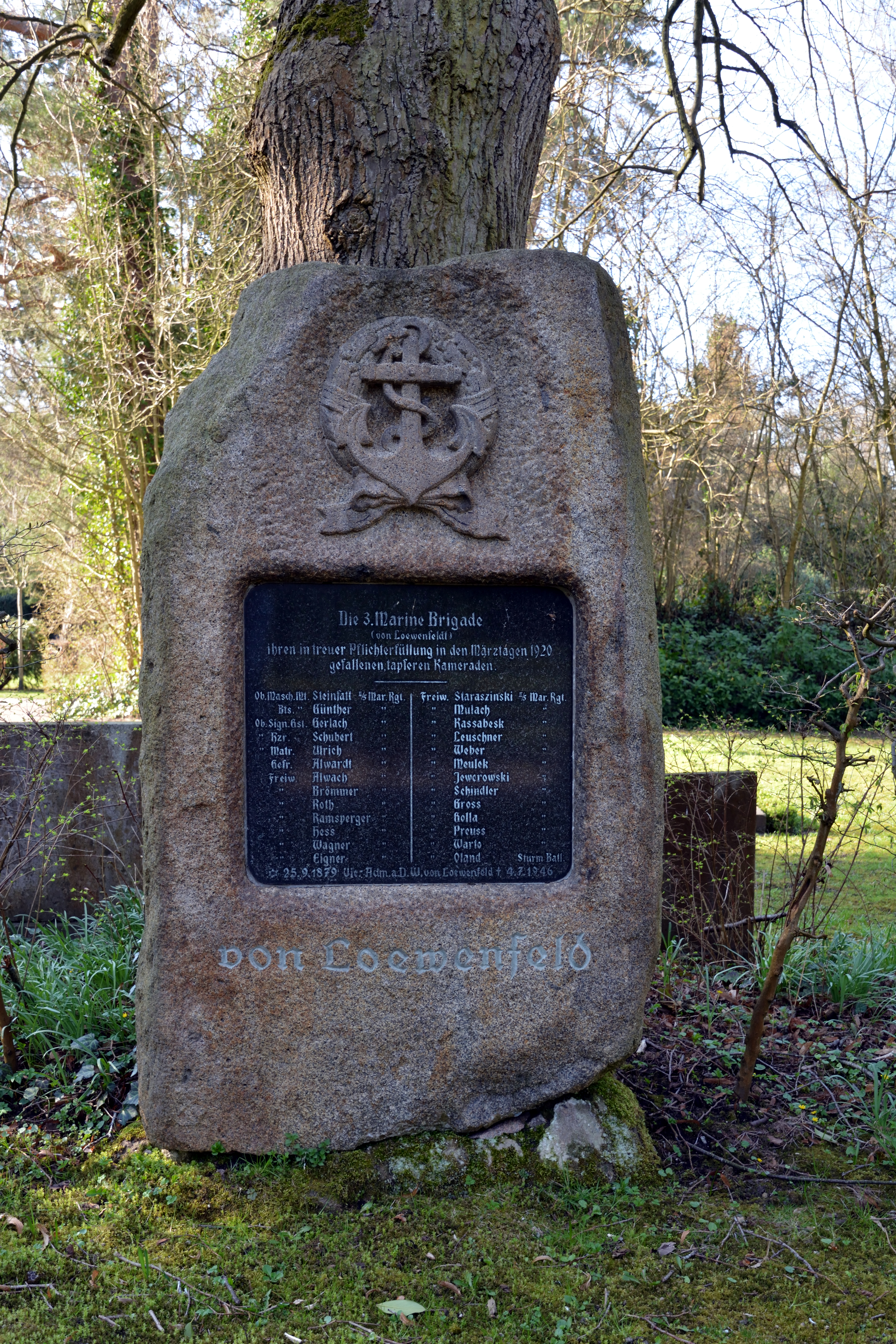
Grabmal Wilfried von Loewenfelds auf dem Nordfriedhof in Kiel mit Erinnerungsplakette

Auf dem Nordfriedhof in Kiel existierte ein „Ehrengrab“ für den Führer der Brigade und ein als Ort einer Ehrung gemeinter 1968 gesetzter Findling mit der Inschrift „Ehr, Mut und Treue, bis ich falle“ für die Brigade selbst. Das Grab erhielt seinen besonderen Status 1968 durch die Kieler Stadtpräsidentin Ida Hinz (SPD). Die Ratsversammlung in Kiel machte dies am 13. Juni 2019 rückgängig, weil bei der Verleihung 1968 eine Prüfung der Ehrungswürdigkeit nicht stattgefunden hat und weil Loewenfeld antidemokratische Absichten verfolgte, militärisch eigenmächtig agierte und eine tragende Rolle bei der brutalen Niederschlagung des Ruhraufstands 1920 spielte. Die Grabstätte wird jedoch weiterhin als historische Grabstätte erhalten und in einfacher Form gepflegt. Im Rahmen eines Beschriftungskonzepts von Denkmälern und Grabstätten auf dem Nordfriedhof soll auch dort eine Informationstafel angebracht werden.
1988 erschien die Schrift von Ernst von Salomon mit der Würdigung der Marine-Brigade neu in einem geschichtsrevisionistischen Verlag, der auch Robert Hepp, David Irving, Otto Ernst Remer, Paul Rassinier, Paul Findley, Johann von Leers und Pierre Krebs verlegt.

## Berufsbiografischer Überblick
Aus einem unsystematischen Überblick über erreichte Dienstgrade und ehrende Titel von Freikorps-Offizieren ergibt sich, dass viele von ihnen nach der Auflösung der Marinebrigade Angehörige militärischer oder paramilitärischer Organisationen blieben. Es zeigen sich Kontinuitäten von der Zugehörigkeit zum Freikorps über die Reichswehr der Weimarer Republik und die NS-Wehrmacht bis zur westdeutschen Bundeswehr. Ein nicht geringer Teil dieser Offiziere hatte hohe Funktionen in SA und SS. Einige von ihnen waren in führender Position unmittelbar an den NS-Massenverbrechen beteiligt.
Die Dienstgrade bezeichnen den höchsten Dienstgrad der Person, nicht den in der 3. Marine-Brigade geführten.
- Lothar von Arnauld de la Perière,[36]  Vizeadmiral z.V.[37]
- Fritz Antek Berger,[38]  Kapitän zur See[39]
- Erich Bey,[40] Konteradmiral, mit der Scharnhorst 1943 untergegangen
- Hasso von Bredow, Konteradmiral[41]
- Wilhelm Tackenberg (bis 1932 Butterbrodt),[42] Konteradmiral (Ing.)
- Rolf Carls,[43]  Bataillonskommandeur in der Marinebrigade, später Generaladmiral[44]
- Friedrich Christiansen,[45] in der Luftwaffe General der Flieger, NSFK-Korpsführer, Beisitzer Volksgerichtshof, Wehrmachtsbefehlshaber der besetzten Niederlande, wegen Niederbrennens des Dorfs Putten und Deportation der Männer 1948 zu zwölf Jahren Haft verurteilt[46]
- Franz Claassen,[47] Bataillonskommandeur der Brigade, Konteradmiral z.V.
- Siegfried Claaßen,[48][49] Konteradmiral z. V.
- Robert Eyssen,[50]  Kommandant Hilfskreuzer Komet, bekannt durch Angriff auf Nauru (1940)[51]
- Heinrich Georg Wilhelm Graf Finck von Finckenstein,[52] NSDAP (1925ff.), SA (1929ff.), SA-Obergruppenführer[53]
- Erich Förste,[54][55] Admiral, nach NS-Ende Chefredakteur der Marine-Rundschau (1953–1957), Würdigung im Deutschen Soldatenjahrbuch des völkischen Schild-Verlags[56]
- Friedrich Frisius,[57] Vizeadmiral, im September 1944 von Hitler als „politisch zuverlässiger“[58] als der Vorgänger zum Festungskommandanten von Dünkirchen ernannt: „Besonders deutlich trat die Wesensverwandtheit von Marineführung und Hitler bei der Verteidigung der deutschen Festungen 1944/45 in Frankreich zu Tage.“[59]
- Hans-Joachim Gadow,[60] Konteradmiral[61]
- Carl-Siegfried Ritter von Georg, Fregattenkapitän z. V., ab 1933 „Vorzeige-Nazi“ im Management und Aufsichtsrat der [Frankfurter] Adlerwerke,[62] SS-Obersturmführer und Leiter eines Sonderstabs beim Rüstungsministerium[63]
- Josef Gronover, keine Aktivitäten auf See, NSDAP (1933–1945), SA, Syndikus des Westfälischen Bauernvereins, Stadtbürgermeister von Dorsten, Amtsbürgermeister (1933–1945). Nach dem NS-Ende wurden seine Maßnahmen zur Zwangssterilisierung Dorstener Bürger bekannt.[64][65]
- Günther Gumprich,[66] Kommandant Hilfskreuzer Thor (1941)[67]
- Kurt Hartwig,[68] Korvettenkapitän[69]
- Heinz Hauenstein, Organisator der NSDAP in Norddeutschland (1922), Gründungsmitglied der Berliner SA, Herausgeber der Freikorpszeitschrift Der Reiter gen Osten (1929–1944),[70] siehe oben
- August Heißmeyer,[71] 1939 Inspektor der Konzentrationslager und der Verstärkten Totenkopfstandarten, Napola-Inspekteur, SS-Obergruppenführer, General der Waffen-SS, nach dem NS-Ende untergetaucht, als Hauptschuldiger zu mehrjähriger Haftstrafe und Vermögensentzug verurteilt[72]
- Reinhold Knobloch, Konteradmiral
- Hans Kolbe,[73] Bataillonskommandeur im Freikorps, Übernahme in die Reichsmarine, dann in die NS-Marine, dort Konteradmiral, NSDAP (1934ff.), Landrat in Schleswig (1934ff.), Gauamtsleiter des Reichskolonialbunds, SD (1941),[74][75]
- Wilfried von Loewenfeld, Reichsmarine,[76] Vizeadmiral
- Hans-Joachim von Mellenthin,[77] Fregattenkapitän
- Raul Mewis,[78] Admiral
- Hans Karl Meyer,[79] Konteradmiral der Kriegsmarine, Flottillenadmiral der Bundesmarine
- Hans Michahelles,[80] Konteradmiral
- Hans Mirow,[81] Konteradmiral
- Cassius Freiherr von Montigny, Polizeioffizier (1920–1935), NSDAP (1932ff.), Allgemeine SS, SS-Division Totenkopf, 1. Generalstabsoffizier, Oberführer; „totally without pity, …, icy aristocrat“[82][83]
- Konrad Nussbaum,[84] Kapitän zur See, Kriminaldirektor, Leiter der Abwehrabteilung des Gestapa (ab 1933), NSDAP (ab 1937), SA, SS, Sturmbannführer[85] im Mai 1945 von einem Werwolf-Angehörigen als angeblicher NS-Gegner erschossen
- Rudolf Peters,[86] Konteradmiral
- Oswald Pohl,[87] Reichsmarine (ab 1920), Verwaltungschef der SS (1935), SS-Obergruppenführer, General der Waffen-SS, Leiter des Wirtschafts-Verwaltungs-Hauptamts der SS (ab 1942), in Nürnberg zum Tode verurteilt (1947) und hingerichtet (1951)
- Karl-Jesko von Puttkamer,[88] Reichsmarine, Hitlers Adjutant der Kriegsmarine (1935–1945),  Konteradmiral[89]
- Otto Rasch,[90] Deutschvölkischer Schutz- und Trutzbund (ab 1919), NSDAP (ab 1931), SS-Brigadeführer, Führer der Einsatzgruppe C, verantwortlich u. a. für das Massaker in Babyn Jar, in Nürnberg angeklagt, Verfahren wegen Krankheit eingestellt[91]
- Hans Ramshorn,[92] SA-Brigadeführer
- Hans Rauch, Generalmajor (Luftwaffe)[93]
- Friedrich Rieve,[94] Vizeadmiral
- Bernhard Rogge,[95] Konteradmiral
- Richard Rothe-Roth,[96] Kaiserliche Marine, Reichsmarine, Kriegsmarine,[97] Konteradmiral
- Werner Scheer,[98] Konteradmiral
- Max Schenitzki,[99] Konteradmiral (1943)[100]
- Albert Leo Schlageter,[101] 1922 Mitglied der Großdeutschen Arbeiterpartei, einer Ersatzorganisation der verbotenen NSDAP,[102] 1923 wegen terroristischer Akte während der Ruhr-Besetzung hingerichtet, von der NSDAP als „erster Soldat des Dritten Reiches“ gefeiert[103]
- Wilhelm Schmalz, Generalleutnant (Luftwaffe)
- Hubert Schmundt,[104] Admiral
- Werner Schönermark,[105] Konteradmiral
- Joachim Schwatlo-Gesterding, Generalmajor der Wehrmacht, in der Bundeswehr Brigadegeneral und zuletzt Generalleutnant[106]
- Kurt Slevogt,[107] Vizeadmiral
- Siegfried Sorge,[108] Konteradmiral
- Rudolf Stange,[109] Reichsmarine, Kriegsmarine, Vizeadmiral in den besetzten Niederlanden[110]
- Walter Steiner (Admiral),[111] Konteradmiral
- Werner Stichling,[112] Konteradmiral
- Ernst Stieringer,[113] Vizeadmiral (Ing.)
- Hans Stohwasser,[114] Vizeadmiral
- Ludwig Stummel,[115] Konteradmiral
- Clamor von Trotha,[116] Reichsmarine,[117] Kriegsmarine,[118] Konteradmiral (1945)
- Hans Voß,[119] Konteradmiral
- Georg Waue,[120] Konteradmiral
- Carl Weber,[121] Konteradmiral (Ing.)
- Ralph Wenninger,[122] Kaiserliche Marine, Reichsmarine, Luftwaffe, General der Flieger
- Kurt Weyher,[123] Konteradmiral, nach dem NS-Ende Aktivitäten zur Wiederaufrüstung (Vizepräsident des Deutschen Marinebundes, Landesbeauftragter der westdeutschen Gesellschaft für Wehrkunde) und Mitautor einer Erinnerungsschrift zur NS-Kriegsmarine,[124] Beiträge zu dem im Schild-Verlag erscheinenden Deutschen Soldatenjahrbuch
- Waldemar Winther,[125] Konteradmiral